# Kora przedczołowa
Kora przedczołowa – część płata czołowego leżąca najbardziej z przodu i obejmująca okolicę oczodołową kory mózgu.
Neurony kory przedczołowej mają długie dendryty, pokryte większą liczbą kolców dendrytycznych niż w pozostałych częściach kory mózgowej.
Kora przedczołowa pełni funkcję w działaniu pamięci roboczej, planowaniu ruchów i działań, rozważania ich konsekwencji, a także wpływa hamująco na spontaniczne i często gwałtowne stany emocjonalne, których źródłem jest podwzgórze i układ limbiczny.  Osoby z uszkodzeniami tych obszarów postępują w sposób społecznie nieakceptowany, ponieważ trudności sprawia im modyfikacja swojego zachowania w zależności od kontekstu. Często też zachowują się impulsywnie, ponieważ nie umieją poprawnie wyobrazić sobie skutków swoich działań. Wykazują też skłonności do stosowania etyki utylitarystycznej.
Na przełomie lat 40. i 50. XX wieku popularny był w USA zabieg lobotomii przedczołowej, polegający na odcięciu kory przedczołowej od reszty mózgu. Zauważono, że uszkodzenie okolic przedczołowych u małp powodowało ich uspokojenie, ale nie wywoływało wyraźnego zaburzenia funkcji czuciowych ani ruchowych. Początkowo lobotomię stosowano w przypadkach ciężkiej, nieuleczalnej schizofrenii, potem również u ludzi z dużo mniej poważnymi zaburzeniami. U niektórych pacjentów zabieg powodował poprawę, ale przeważnie więcej było skutków negatywnych, z których najczęstszymi były: apatia, brak zdolności do planowania i podejmowania inicjatywy, zaburzenia pamięci, podatność na rozproszenie uwagi oraz brak zdolności do wyrażania emocji.